# Combiné nordique aux championnats du monde de ski nordique 2017
Pour des articles plus généraux, voir Championnat du monde de combiné nordique, Championnats du monde de ski nordique 2017 et Combiné nordique en 2017.
Navigation
Édition précédente Édition suivante
Les épreuves du combiné nordique des championnats du monde de ski nordique 2017 se déroulent à Lahti (Finlande) du 24 février au 3 mars 2017.
Johannes Rydzek réussit à remporter les quatre mis en jeu dans cette compétition. Sur le petit tremplin, lors de l'épreuve individuelle, il devance ses compatriotes Eric Frenzel, Björn Kircheisen et Fabian Riessle. L'épreuve par équipe est dominée par l'Allemagne devant la Norvège et l'Autriche.
Sur le grand tremplin, Johannes Rydzek remporte l'épreuve individuelle devant le Japonais Akito Watabe et le Français François Braud. L'Allemagne l'emporte devant la Norvège et le Japon lors de la course par équipe.
Au classement des médailles, c'est l'Allemagne qui termine en tête avec six médailles dont quatre en or.

## Organisation

### Lieux
Les épreuves de saut à ski ont lieu sur le Salpausselkä,. Le complexe a été construit en 1923. Il est utilisé depuis cette date dans le cadre des jeux du ski de Lahti. Le tremplin a été utilisé pour les championnats du monde de ski nordique en 1926, en 1938, en 1958, en 1978, en 1989 et en 2001. Le tremplin a été rénové à plusieurs reprises et il dispose d'une capacité de 80 000 spectateurs.
Le départ et l'arrivée des courses de fond ont lieu dans le stade de Lahti. Ce stade a été inauguré en 1981 et il a une capacité de 15 000 places. Il accueille en période estivale le club local, Football Club Lahti, ainsi que des compétitions d'athlétisme. L'hiver, le stade est utilisé pour les sports d'hiver notamment dans le cadre des jeux du ski de Lahti. Les courses ont lieu sur trois pistes différentes autour du stade de Lahti. La course individuelle sur le petit tremplin utilise une piste appelé 2.5 km South NC. Le relais 4 × 5 km et la course individuelle sur le grand tremplin utilise la piste 2.5 km North NC. Enfin, la « Karpalo 1.5 km » est utilisé pour le sprint par équipes.

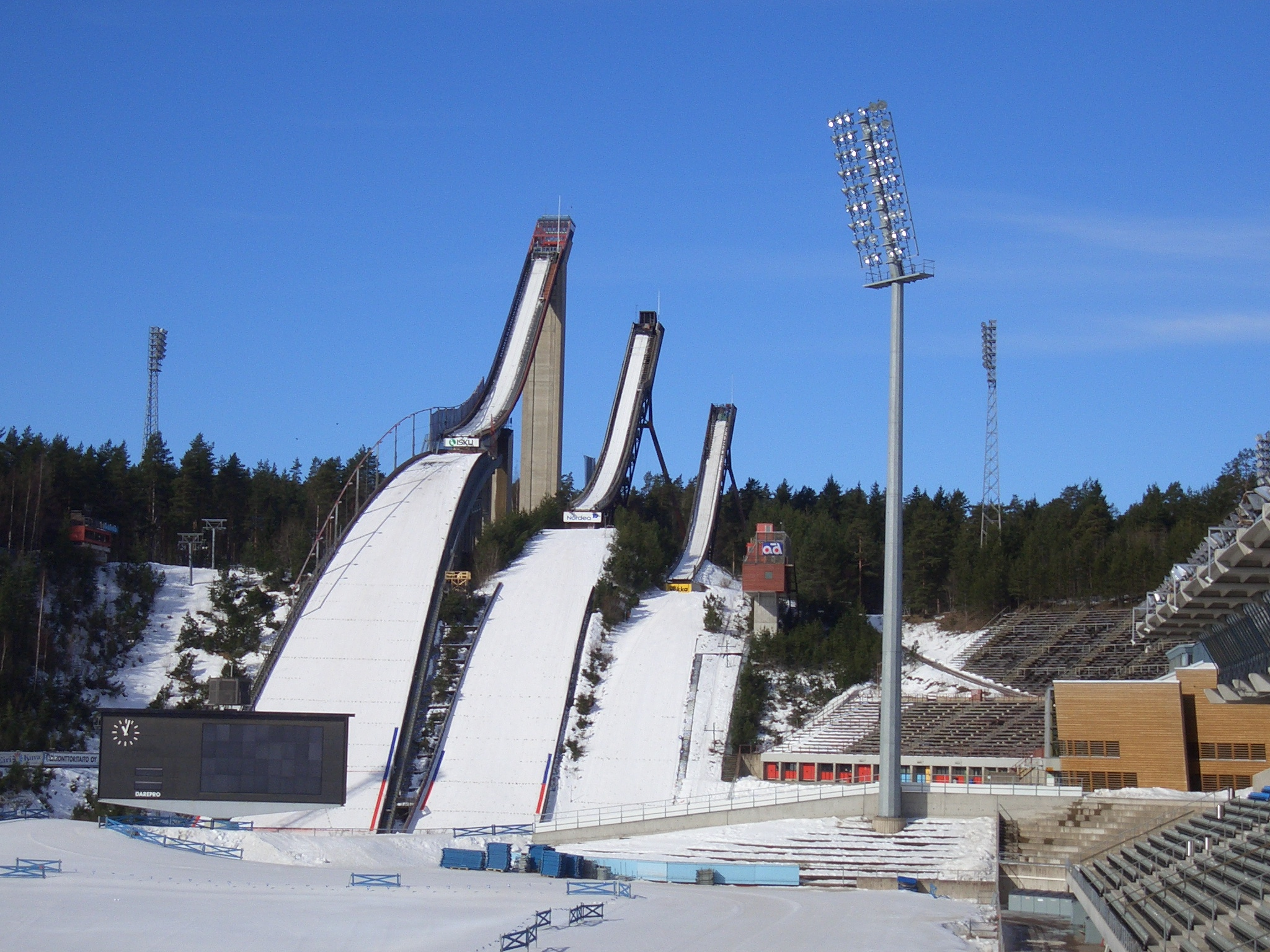
Les tremplins de Salpausselkä.
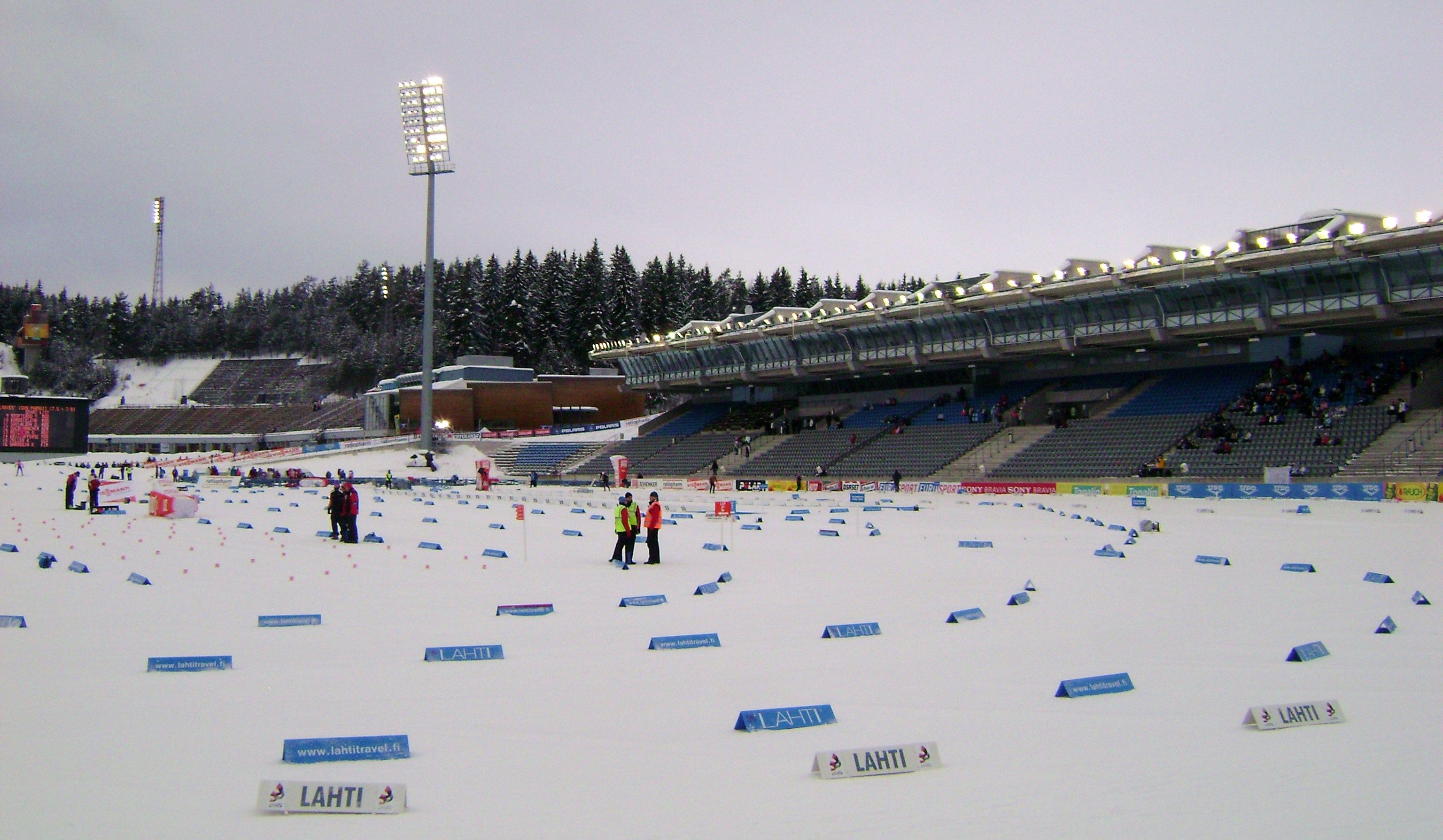
Le stade de Lahti en hiver

### Programme et calendrier
Quatre épreuves sont au programme. Il s'agit des mêmes épreuves depuis 2013. Le calendrier des épreuves est le suivant, :
| Février - mars 2017       | Février - mars 2017 | Février - mars 2017 | Février - mars 2017 | Février - mars 2017 | Février - mars 2017 | Février - mars 2017 | Février - mars 2017 | Février - mars 2017 | Février - mars 2017 | Février - mars 2017 | Février - mars 2017 |
| Courses                   | 21                  | 22                  | 23                  | 24                  | 25                  | 26                  | 27                  | 28                  | 1                   | 2                   | 3                   |
| ------------------------- | ------------------- | ------------------- | ------------------- | ------------------- | ------------------- | ------------------- | ------------------- | ------------------- | ------------------- | ------------------- | ------------------- |
| HS 100/10 km              |                     |                     |                     |                     |                     |                     |                     |                     |                     |                     |                     |
| HS 100/4×5 km relais      |                     |                     |                     |                     |                     |                     |                     |                     |                     |                     |                     |
| HS 130/10 km              |                     |                     |                     |                     |                     |                     |                     |                     |                     |                     |                     |
| HS 130/7,5 km Team sprint |                     |                     |                     |                     |                     |                     |                     |                     |                     |                     |                     |

|  | Entraînements |  | Courses |

### Format des épreuves
Quatre épreuves sont au programme : deux épreuves individuelles et deux épreuves par équipes.
Pour les épreuves individuelles, deux concours ont lieu : un sur le « tremplin normal » (HS 100) et un sur le « grand tremplin » (HS 130). Dans les deux cas, les athlètes effectuent dans un premier temps un saut sur le tremplin. Les points obtenus dans l'épreuve sont comptabilisés de la même façon que pour le saut à ski (en fonction de la distance et du style). Les points sont convertis en secondes via la méthode Gundersen. Les concurrents commencent la course de ski de fond dans l'ordre et avec l'écart obtenu dans le concours de saut. Le premier arrivé remporte l'épreuve.
Deux courses par équipes ont également lieu. Une course par équipe de quatre qui se déroule de la même façon que les épreuves individuelles (un saut par athlète puis une course de ski de fond de 4 × 5 km). La seconde course par équipes (le Team Sprint) se dispute par équipe de deux. Comme pour les autres courses, les athlètes effectuent un saut chacun sur le tremplin et les résultats obtenus déterminent le départ de la course de fond. La course de fond se dispute sur 2 × 7,5 km par relais de 1,5 km.

## Athlètes

### Athlètes pouvant participer
Les pays peuvent engager six athlètes. Les champions du monde sortants, Johannes Rydzek sur le petit tremplin et Bernhard Gruber sur le grand tremplin, ne compte pas dans les quota de leurs pays.
Par contre, seuls quatre athlètes (plus le champion du monde sortant) peuvent participer aux courses individuelles. Une seule équipe par pays peut participer dans les courses par équipe.

### Participants

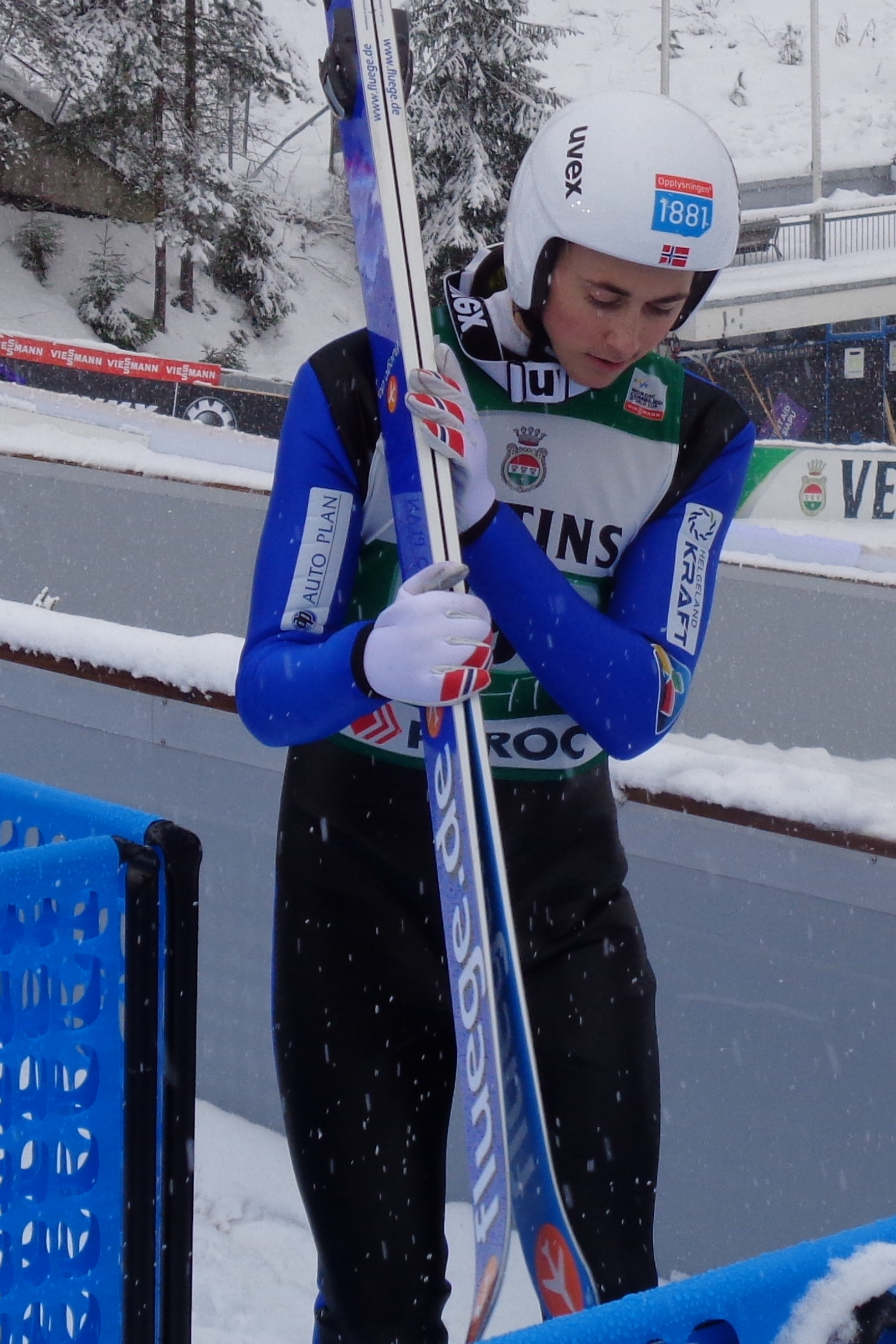
Jarl-Magnus Riiber est le principal absent de la compétition.

L'entraîneur en chef de l'équipe Finlanaise, Petter Kukkonen, à domicile, a sélectionné Ilkka Herola, Eero Hirvonen, Leevi Mutru, Arttu Mäkiaho et Hannu Manninen de retour à la compétition en janvier 2017,.
Jarl Magnus Riiber se blesse à l'épaule lors de la première journée du Seefeld Triple. Il soit se faire opérer et sa saison est terminée. Dans un premier temps, la Norvège choisit quatre athlètes : Espen Andersen, Jørgen Graabak, Magnus Krog et Magnus Moan. À la suite de ces performances en coupe du monde à Sapporo, Mikko Kokslien complète l'équipe norvégienne. Par conséquent, Jan Schmid et Håvard Klemetsen ne sont pas sélectionnés.
Les États-Unis ont sélectionné deux athlètes expérimentés : les frères Fletcher, Bryan et Taylor et trois jeunes athlètes Ben Berend, Adam Loomis et Ben Loomis.
L'Allemagne annonce cinq athlètes pour la compétition : les trois premiers de la coupe du monde Johannes Rydzek, Eric Frenzel et Fabian Rießle ainsi que Björn Kircheisen, vainqueur en coupe du monde à Sapporo et le champion du monde juniors, Vinzenz Geiger. Quelques jours plus tard, un sixième homme, Manuel Faisst est ajouté à la sélection en raison de ses performances lors des épreuves asiatiques de la coupe du monde.
L'Autriche envoie une délégation de sept athlètes à Lahti. Bernhard Gruber est engagé en tant que champion du monde en titre. Il est accompagné par Wilhelm Denifl, Paul Gerstgraser, Philipp Orter, David Pommer, Franz-Josef Rehrl et Mario Seidl. Lukas Klapfer, médaillé de bronze lors du relais olympique à Sotchi, n'est pas sélectionné.
L'Italie sélectionne cinq athlètes : Samuel Costa, Alessandro Pittin, Lukas Runggaldier, Armin Bauer et Raffaele Buzzi.
La République Tchèque sélectionne cinq athlètes : Lukáš Daněk, Miroslav Dvorak, Ondrej Pazout, Tomas Portyk et Jan Vytrval.
La France sélectionne cinq athlètes : François Braud, Hugo Buffard, Antoine Gérard, Maxime Laheurte et Laurent Muhlethaler.
Au total, 71 athlètes sont engagés en combiné nordique.

### Favoris
Petter Kukkonen vise une médaille pour la Finlande. Il estime que Ilkka Herola et Eero Hirvonen sont les mieux placés pour y arriver.
Les athlètes allemands dominent la coupe du monde et ils sont logiquement favoris à la fois lors des épreuves individuelles et lors des épreuves par équipes,. Eric Frenzel a déjà remporté deux médailles d'or individuelles aux championnats du monde (une à Oslo en 2011 et une en 2013 à Val di Fiemme). Johannes Rydzek est le tenant du titre sur l'individuel grand tremplin. Par contre, Fabian Riessle n'a jamais remporté de médaille d'or lors d'épreuves individuelles dans cette compétition.
Björn Kircheisen souhaite profiter de ces championnats du monde pour remporter son premier titre aux championnats du monde.
La République Tchèque espère une médaille notamment dans le Team Sprint, une épreuve où le duo composé de Miroslav Dvořák et de Tomas Portyk a terminé deuxième d'une course de la coupe du monde en janvier.

## Récit des courses

### Team Sprint HS 130 + 7,5 km
L'équipe allemande composé d'Eric Frenzel et de Johannes Rydzek l'emporte.

## Bilan de la compétition

### Podiums
| Épreuve            | Or                                                                            | Or            | Argent                                                               | Argent        | Bronze                                                                     | Bronze        |
| ------------------ | ----------------------------------------------------------------------------- | ------------- | -------------------------------------------------------------------- | ------------- | -------------------------------------------------------------------------- | ------------- |
| Tremplin normal    | Johannes Rydzek                                                               | 26 min 19 s 6 | Eric Frenzel                                                         | 26 min 34 s 5 | Bjorn Kircheisen                                                           | 26 min 49 s 6 |
| Grand tremplin     | Johannes Rydzek                                                               | 26 min 41 s 6 | Akito Watabe                                                         | 26 min 46 s 4 | François Braud                                                             | 26 min 54 s 6 |
| Par équipes        | Allemagne- Björn Kircheisen - Eric Frenzel - Fabian Riessle - Johannes Rydzek | 47 min 57 s 3 | Norvège- Magnus Moan - Mikko Kokslien - Magnus Krog - Jørgen Graabak | 48 min 39 s 0 | Autriche- Bernhard Gruber - Mario Seidl - Philipp Orter - Paul Gerstgraser | 49 min 01 s 0 |
| Sprint par équipes | Allemagne- Eric Frenzel - Johannes Rydzek                                     | 29 min 01 s 8 | Norvège- Magnus Moan - Magnus Krog                                   | 29 min 02 s 8 | Japon- Yoshito Watabe - Akito Watabe                                       | 29 min 12 s 0 |

### Tableau des médailles
| Rang  | Nation    | Or | Argent | Bronze | Total |
| ----- | --------- | -- | ------ | ------ | ----- |
| 1     | Allemagne | 4  | 1      | 1      | 6     |
| 2     | Norvège   | 0  | 2      | 0      | 2     |
| 3     | Japon     | 0  | 1      | 1      | 2     |
| 4     | Autriche  | 0  | 0      | 1      | 1     |
| 4     | France    | 0  | 0      | 1      | 1     |
| Total | Total     | 4  | 4      | 4      | 12    |

## Résultats

### Individuel HS 100 + 10 km
Le tableau ci-dessous montre les résultats de la compétition avec le nom des participants, leur pays, leur classement, les temps dans l'épreuve de fond, la longueur de leurs sauts et les points qu'ils ont remporté dans les deux épreuves,. (w) signifie que le coureur est parti dans la vague.
| Rang                               | Nom                   | Nationalité  | Longueur (m) | Points | Retard au départ | Temps du ski de fond | Rang du ski de fond | Temps final       |
| ---------------------------------- | --------------------- | ------------ | ------------ | ------ | ---------------- | -------------------- | ------------------- | ----------------- |
| Médaille d'or, Coupe du Monde      | Johannes Rydzek       | Allemagne    | 99,0         | 124,5  | 0 min 14 s       | 26 min 05 s 6        | 9                   | 26 min 19 s 6     |
| Médaille d'argent, Coupe du Monde  | Eric Frenzel          | Allemagne    | 99,0         | 128,1  | 0 min 00 s       | 26 min 34 s 5        | 20                  | +14 s 9           |
| Médaille de bronze, Coupe du Monde | Björn Kircheisen      | Allemagne    | 94,0         | 119,7  | 0 min 34 s       | 26 min 15 s 6        | 13                  | +30 s 0           |
| 4                                  | Fabian Riessle        | Allemagne    | 94,5         | 118,2  | 0 min 40 s       | 26 min 11 s 8        | 12                  | +32 s 2           |
| 5                                  | Akito Watabe          | Japon        | 95,5         | 120,3  | 0 min 31 s       | 26 min 20 s 9        | 15                  | +32 s 3           |
| 6                                  | François Braud        | France       | 94,5         | 119,6  | 0 min 34 s       | 26 min 21 s 6        | 16                  | +36 s 0           |
| 7                                  | Bernhard Gruber       | Autriche     | 95,5         | 121,6  | 0 min 26 s       | 26 min 32 s 7        | 19                  | +39 s 1           |
| 8                                  | Philipp Orter         | Autriche     | 90,5         | 107,3  | 1 min 23 s       | 25 min 36 s 9        | 1                   | +40 s 3           |
| 9                                  | Eero Hirvonen         | Finlande     | 95,0         | 119,9  | 0 min 33 s       | 26 min 31 s 7        | 17                  | +45 s 1           |
| 10                                 | Magnus Krog           | Norvège      | 89,5         | 107,8  | 1 min 21 s       | 25 min 43 s 9        | 4                   | +45 s 3           |
| 11                                 | Jørgen Graabak        | Norvège      | 91,5         | 110,5  | 1 min 10 s       | 25 min 56 s 4        | 7                   | +46 s 8           |
| 12                                 | Ilkka Herola          | Finlande     | 90,0         | 109,3  | 1 min 15 s       | 25 min 51 s 5        | 5                   | +46 s 9           |
| 13                                 | Mikko Kokslien        | Norvège      | 89,5         | 110,3  | 1 min 11 s       | 25 min 55 s 8        | 6                   | +47 s 2           |
| 14                                 | Bryan Fletcher        | États-Unis   | 93,5         | 114,0  | 0 min 56 s       | 26 min 11 s 0        | 11                  | +47 s 4           |
| 15                                 | Tim Hug               | Suisse       | 94,5         | 116,4  | 0 min 47 s       | 26 min 20 s 7        | 14                  | +48 s 1           |
| 16                                 | David Pommer          | Autriche     | 93,5         | 115,7  | 0 min 50 s       | 26 min 32 s 3        | 18                  | +1 min 02 s 7     |
| 17                                 | Manuel Faisst         | Allemagne    | 93,5         | 117,8  | 0 min 41 s       | 26 min 50 s 5        | 22                  | +1 min 11 s 9     |
| 18                                 | Mario Seidl           | Autriche     | 95,5         | 120,8  | 0 min 29 s       | 27 min 04 s 2        | 27                  | +1 min 13 s 6     |
| 19                                 | Alessandro Pittin     | Italie       | 90,0         | 102,4  | 1 min 43 s       | 26 min 08 s 9        | 10                  | +1 min 32 s 3     |
| 20                                 | Hideaki Nagai         | Japon        | 95,5         | 119,6  | 0 min 34 s       | 27 min 19 s 5        | 32                  | +1 min 33 s 9     |
| 21                                 | Taylor Fletcher       | États-Unis   | 85,0         | 94,1   | 2 min 16 s       | 25 min 42 s 0        | 3                   | +1 min 38 s 4     |
| 22                                 | Lukas Runggaldier     | Italie       | 86,5         | 99,0   | 1 min 56 s       | 26 min 05 s 2        | 8                   | +1 min 41 s 6     |
| 23                                 | Kristjan Ilves        | Estonie      | 98,0         | 122,2  | 0 min 24 s       | 27 min 44 s 3        | 40                  | +1 min 48 s 7     |
| 24                                 | Viacheslav Barkov     | Russie       | 92,0         | 109,7  | 1 min 14 s       | 26 min 56 s 3        | 24                  | +1 min 50 s 7     |
| 25                                 | Espen Andersen        | Norvège      | 89,5         | 113,7  | 0 min 58 s       | 27 min 21 s 3        | 33                  | +1 min 59 s 7     |
| 26                                 | Antoine Gérard        | France       | 90,5         | 106,6  | 1 min 26 s       | 26 min 54 s 0        | 23                  | +2 min 00 s 4     |
| 27                                 | Maxime Laheurte       | France       | 89,5         | 109,7  | 1 min 14 s       | 27 min 06 s 9        | 28                  | +2 min 01 s 3     |
| 28                                 | Miroslav Dvořák       | Tchéquie     | 88,5         | 103,3  | 1 min 39 s       | 26 min 47 s 7        | 21                  | +2 min 07 s 1     |
| 29                                 | Adam Cieślar          | Pologne      | 93,0         | 112,9  | 1 min 01 s       | 27 min 27 s 5        | 34                  | +2 min 08 s 9     |
| 30                                 | Samuel Costa          | Italie       | 90,5         | 107,6  | 1 min 22 s       | 27 min 08 s 3        | 29                  | +2 min 10 s 7     |
| 31                                 | Leevi Mutru           | Finlande     | 90,0         | 105,0  | 1 min 32 s       | 26 min 58 s 9        | 25                  | +2 min 11 s 3     |
| 32                                 | Ernest Yahin          | Russie       | 93,5         | 110,9  | 1 min 09 s       | 27 min 32 s 4        | 36                  | +2 min 21 s 8     |
| 33                                 | Adam Loomis           | États-Unis   | 88,5         | 102,4  | 1 min 43 s       | 27 min 00 s 2        | 26                  | +2 min 23 s 6     |
| 34                                 | Takehiro Watanabe     | Japon        | 92,0         | 106,0  | 1 min 28 s       | 27 min 18 s 5        | 31                  | +2 min 26 s 9     |
| 35                                 | Hugo Buffard          | France       | 79,0         | 80,7   | 3 min 10 s       | 25 min 39 s 1        | 2                   | +2 min 29 s 5 (w) |
| 36                                 | Karl-August Tiirmaa   | Estonie      | 92,5         | 111,9  | 1 min 05 s       | 27 min 47 s 2        | 41                  | +2 min 32 s 6     |
| 37                                 | Paweł Słowiok         | Pologne      | 88,5         | 103,6  | 1 min 38 s       | 27 min 18 s 2        | 30                  | +2 min 36 s 6     |
| 38                                 | Arttu Mäkiaho         | Finlande     | 89,0         | 106,0  | 1 min 28 s       | 27 min 47 s 4        | 42                  | +2 min 55 s 8     |
| 39                                 | Viktor Pasichnyk      | Ukraine      | 86,5         | 100,3  | 1 min 51 s       | 27 min 37 s 4        | 39                  | +3 min 08 s 8     |
| 40                                 | Tomáš Portyk          | Tchéquie     | 90,0         | 100,0  | 1 min 52 s       | 27 min 36 s 6        | 37                  | +3 min 09 s 0     |
| 41                                 | Ben Berend            | États-Unis   | 92,0         | 110,8  | 1 min 09 s       | 28 min 21 s 4        | 44                  | +3 min 10 s 8     |
| 42                                 | Marjan Jelenko        | Slovénie     | 98,0         | 118,7  | 0 min 38 s       | 28 min 58 s 6        | 46                  | +3 min 17 s 0     |
| 43                                 | Samir Mastiev (no)    | Russie       | 85,5         | 92,6   | 2 min 22 s       | 27 min 36 s 8        | 38                  | +3 min 39 s 2     |
| 44                                 | Yoshito Watabe        | Japon        | 92,5         | 113,8  | 0 min 57 s       | 29 min 05 s 5        | 47                  | +3 min 42 s 9     |
| 45                                 | Kail Piho             | Estonie      | 76,5         | 82,3   | 3 min 03 s       | 27 min 29 s 2        | 35                  | +4 min 12 s 6 (w) |
| 46                                 | Armin Bauer           | Italie       | 86.5         | 96,8   | 2 min 05 s       | 28 min 41 s 8        | 45                  | +4 min 27 s 2     |
| 47                                 | Han Hendrik Piho      | Estonie      | 80,5         | 87,5   | 2 min 42 s       | 28 min 05 s 0        | 43                  | +4 min 27 s 4     |
| 48                                 | Jan Vytrval           | Tchéquie     | 90,5         | 105,5  | 1 min 30 s       | 29 min 29 s 1        | 49                  | +4 min 39 s 5     |
| 49                                 | Vid Vrhovnik          | Slovénie     | 85,5         | 98,3   | 1 min 59 s       | 29 min 35 s 0        | 50                  | +5 min 14 s 4     |
| 50                                 | Lukáš Daněk           | Tchéquie     | 88,0         | 102,3  | 1 min 43 s       | 30 min 03 s 0        | 53                  | +5 min 26 s 4     |
| 51                                 | Park Je-un            | Corée du Sud | 81,0         | 88,5   | 2 min 38 s       | 29 min 17 s 2        | 48                  | +5 min 35 s 6     |
| 52                                 | Dmytro Mazurchuk (no) | Ukraine      | 82,5         | 88,0   | 2 min 40 s       | 29 min 40 s 5        | 51                  | +6 min 00 s 9     |
| 53                                 | Niyaz Nabeev          | Russie       | 81,5         | 90,6   | 2 min 30 s       | 30 min 24 s 9        | 54                  | +6 min 35 s 3     |
| 54                                 | Chingiz Rakparov (no) | Kazakhstan   | 77,0         | 78,0   | 3 min 20 s       | 29 min 44 s 5        | 52                  | +6 min 44 s 9 (w) |
|                                    | Nathaniel Mah         | Canada       | 88,5         | 101,4  | 1 min 47 s       | Abandon              | Abandon             | Abandon           |

### Par équipes HS 100 + 4 × 5 km
Le tableau ci-dessous montre les résultats de la compétition avec le nom des participants, leur pays, leur classement, les temps dans l'épreuve de fond, la longueur de leurs sauts et les points qu'ils ont remporté dans les deux épreuves,.
| Rang                               | Pays                                                                                 | Longueur (m) | Points | Retard au départ | Temps                                                                 | Rang du ski de fond | Temps final   |
| ---------------------------------- | ------------------------------------------------------------------------------------ | ------------ | ------ | ---------------- | --------------------------------------------------------------------- | ------------------- | ------------- |
| Médaille d'or, Coupe du Monde      | Allemagne- Björn Kircheisen - Eric Frenzel - Fabian Riessle - Johannes Rydzek        |              |        | 0 min 0 s        | 47 min 57 s 3 12 min 04 s 8 11 min 46 s 1 11 min 49 s 4 12 min 17 s 0 | 5                   | 47 min 57 s 3 |
| Médaille d'argent, Coupe du Monde  | Norvège- Magnus Moan - Mikko Kokslien - Magnus Krog - Jørgen Graabak                 |              |        | 1 min 07 s       |                                                                       | 2                   | +41 s 7       |
| Médaille de bronze, Coupe du Monde | Autriche- Bernhard Gruber - Mario Seidl - Philipp Orter - Paul Gerstgraser           |              |        | 1 min 05 s       |                                                                       | 4                   | +1 min 03 s 7 |
| 4                                  | Japon- Hideaki Nagai - Takehiro Watanabe - Yoshito Watabe - Akito Watabe             |              |        | 0 min 44 s       |                                                                       | 6                   | +1 min 06 s 0 |
| 5                                  | Finlande- Leevi Mutru - Eero Hirvonen - Ilkka Herola - Hannu Manninen                |              |        | 1 min 26 s       |                                                                       | 3                   | +1 min 17 s 7 |
| 6                                  | Italie- Armin Bauer - Lukas Runggaldier - Alessandro Pittin - Samuel Costa           |              |        | 2 min 06 s       |                                                                       | 1                   | +1 min 18 s 2 |
| 7                                  | France- Laurent Muhlethaler - Maxime Laheurte - François Braud - Antoine Gérard      |              |        | 0 min 44 s       |                                                                       | 7                   | +1 min 19 s 5 |
| 8                                  | États-Unis- Bryan Fletcher - Taylor Fletcher - Ben Berend - Ben Loomis               |              |        | 1 min 42 s       |                                                                       | 9                   | +3 min 27 s 2 |
| 9                                  | Estonie- Kail Piho - Karl-August Tiirmaa - Han Hendrik Piho - Kristjan Ilves         |              |        | 2 min 02 s       |                                                                       | 8                   | +3 min 39 s 7 |
| 10                                 | Russie- Samir Mastiev (no) - Viacheslav Barkov - Ernest Yahin - Timofey Borisov (no) |              |        | 1 min 50 s       |                                                                       | 10                  | +4 min 52 s 0 |
| 11                                 | Tchéquie- Miroslav Dvořák - Tomáš Portyk - Ondrej Pazout - Jan Vytrval               |              |        | 1 min 47 s       |                                                                       | 11                  | +4 min 56 s 6 |

### Individuel HS 130 + 10 km
Le tableau ci-dessous montre les résultats de la compétition avec le nom des participants, leur pays, leur classement, les temps dans l'épreuve de fond, la longueur de leurs sauts et les points qu'ils ont remporté dans les deux épreuves,.
| Rang                               | Nom                   | Nationalité        | Longueur (m) | Points | Retard au départ | Temps du ski de fond | Rang du ski de fond | Temps final |
| ---------------------------------- | --------------------- | ------------------ | ------------ | ------ | ---------------- | -------------------- | ------------------- | ----------- |
| Médaille d'or, Coupe du Monde      | Johannes Rydzek       | Allemagne          |              |        |                  |                      |                     |             |
| Médaille d'argent, Coupe du Monde  | Akito Watabe          | Japon              |              |        |                  |                      |                     |             |
| Médaille de bronze, Coupe du Monde | François Braud        | France             |              |        |                  |                      |                     |             |
| 4                                  | Mario Seidl           | Autriche           |              |        |                  |                      |                     |             |
| 5                                  | Wilhelm Denifl        | Autriche           |              |        |                  |                      |                     |             |
| 6                                  | Fabian Riessle        | Allemagne          |              |        |                  |                      |                     |             |
| 7                                  | Eric Frenzel          | Allemagne          |              |        |                  |                      |                     |             |
| 8                                  | David Pommer          | Autriche           |              |        |                  |                      |                     |             |
| 9                                  | Bernhard Gruber       | Autriche           |              |        |                  |                      |                     |             |
| 10                                 | Espen Andersen        | Norvège            |              |        |                  |                      |                     |             |
| 11                                 | Magnus Krog           | Norvège            |              |        |                  |                      |                     |             |
| 12                                 | Philipp Orter         | Autriche           |              |        |                  |                      |                     |             |
| 13                                 | Magnus Moan           | Norvège            |              |        |                  |                      |                     |             |
| 14                                 | Tim Hug               | Suisse             |              |        |                  |                      |                     |             |
| 15                                 | Yoshito Watabe        | Japon              |              |        |                  |                      |                     |             |
| 16                                 | Björn Kircheisen      | Allemagne          |              |        |                  |                      |                     |             |
| 17                                 | Ilkka Herola          | Finlande           |              |        |                  |                      |                     |             |
| 18                                 | Antoine Gérard        | France             |              |        |                  |                      |                     |             |
| 19                                 | Takehiro Watanabe     | Japon              |              |        |                  |                      |                     |             |
| 20                                 | Alessandro Pittin     | Italie             |              |        |                  |                      |                     |             |
| 21                                 | Eero Hirvonen         | Finlande           |              |        |                  |                      |                     |             |
| 22                                 | Jørgen Graabak        | Norvège            |              |        |                  |                      |                     |             |
| 23                                 | Leevi Mutru           | Finlande           |              |        |                  |                      |                     |             |
| 24                                 | Hannu Manninen        | Finlande           |              |        |                  |                      |                     |             |
| 25                                 | Samuel Costa          | Italie             |              |        |                  |                      |                     |             |
| 26                                 | Adam Cieslar          | Pologne            |              |        |                  |                      |                     |             |
| 27                                 | Kristjan Ilves        | Estonie            |              |        |                  |                      |                     |             |
| 28                                 | Armin Bauer           | Italie             |              |        |                  |                      |                     |             |
| 29                                 | Hideaki Nagai         | Japon              |              |        |                  |                      |                     |             |
| 30                                 | Viktor Pasichnyk      | Ukraine            |              |        |                  |                      |                     |             |
| 31                                 | Bryan Fletcher        | États-Unis         |              |        |                  |                      |                     |             |
| 32                                 |                       | Russie             |              |        |                  |                      |                     |             |
| 33                                 |                       | Pologne            |              |        |                  |                      |                     |             |
| 34                                 |                       | République tchèque |              |        |                  |                      |                     |             |
| 35                                 |                       |                    |              |        |                  |                      |                     |             |
| 36                                 |                       |                    |              |        |                  |                      |                     |             |
| 37                                 |                       |                    |              |        |                  |                      |                     |             |
| 38                                 |                       |                    |              |        |                  |                      |                     |             |
| 39                                 |                       |                    |              |        |                  |                      |                     |             |
| 40                                 |                       |                    |              |        |                  |                      |                     |             |
| 41                                 |                       |                    |              |        |                  |                      |                     |             |
| 42                                 |                       |                    |              |        |                  |                      |                     |             |
| 43                                 |                       |                    |              |        |                  |                      |                     |             |
| 44                                 |                       |                    |              |        |                  |                      |                     |             |
| 45                                 |                       |                    |              |        |                  |                      |                     |             |
| 46                                 |                       |                    |              |        |                  |                      |                     |             |
| 47                                 |                       |                    |              |        |                  |                      |                     |             |
| 48                                 |                       |                    |              |        |                  |                      |                     |             |
| 49                                 |                       |                    |              |        |                  |                      |                     |             |
| 50                                 |                       |                    |              |        |                  |                      |                     |             |
| 51                                 |                       |                    |              |        |                  |                      |                     |             |
| 52                                 | Nathaniel Mah         | Canada             |              |        |                  |                      |                     |             |
| 53                                 | Chingiz Rakparov (no) | Kazakhstan         |              |        |                  |                      |                     |             |
| -                                  | Marjan Jelenko        | Slovénie           |              |        |                  |                      |                     |             |

### Team Sprint HS 130 + 7,5 km
Le tableau ci-dessous montre les résultats de la compétition avec le nom des participants, leur pays, leur classement, les temps dans l'épreuve de fond, la longueur de leurs sauts et les points qu'ils ont remporté dans les deux épreuves,.
| Rang                               | Pays                                      | Longueur (m) | Points | Retard au départ | Temps | Rang du ski de fond | Temps final |
| ---------------------------------- | ----------------------------------------- | ------------ | ------ | ---------------- | ----- | ------------------- | ----------- |
| Médaille d'or, Coupe du Monde      | Allemagne- Eric Frenzel - Johannes Rydzek |              |        |                  |       |                     |             |
| Médaille d'argent, Coupe du Monde  | Norvège- Magnus Moan - Magnus Krog        |              |        |                  |       |                     |             |
| Médaille de bronze, Coupe du Monde | Japon- Yoshito Watabe - Akito Watabe      |              |        |                  |       |                     |             |
| 4                                  |                                           |              |        |                  |       |                     |             |
| 5                                  |                                           |              |        |                  |       |                     |             |
| 6                                  |                                           |              |        |                  |       |                     |             |
| 7                                  |                                           |              |        |                  |       |                     |             |
| 8                                  |                                           |              |        |                  |       |                     |             |
| 9                                  |                                           |              |        |                  |       |                     |             |
| 10                                 |                                           |              |        |                  |       |                     |             |
| 11                                 |                                           |              |        |                  |       |                     |             |
| 12                                 |                                           |              |        |                  |       |                     |             |
| 13                                 |                                           |              |        |                  |       |                     |             |
| 14                                 |                                           |              |        |                  |       |                     |             |